# Dial Square
Dial Square a été le premier nom de l'équipe d'Arsenal FC.
À la fondation du club en octobre 1886, c'est ce nom qui est choisi par les joueurs qui travaillent tous au Royal Arsenal où ils fabriquent des munitions pour le Royaume d'Angleterre. Dial Square était tout simplement un des bâtiments de l'arsenal.
Après le premier match de Dial Square contre Eastern Wanderers en décembre 1886 (victoire 6-0 de Dial Square), le club se réunit afin de déterminer le nouveau nom et les nouvelles couleurs du club.
Bien entendu, c'est le haut rouge (qui dure encore aujourd'hui) qui fut choisi. En ce qui concerne le nom, c'est un certain RB Thompson (plus jeune joueur de l'équipe et professeur) qui proposa le nouveau nom : Royal Arsenal.
Le nouveau nom fut officiellement confirmé lors d'une réunion au "Royal Oak" quelques jours plus tard.

## Refondation par des supporters déçus d'Arsenal(2020)
En janvier 2020, des supporters d'Arsenal déçus par la marchandisation de leur club décident de créer le Dial Square FC, club dissident rendant hommage aux origines d'Arsenal,. Le club doit commencer la saison 2020-2021 en Guildford and Woking Alliance League Premier Division (D14). Finalement la pandémie de Covid-19 empêche ce départ, stoppant le championnat après 6 matches joués en octobre 2020.
Finalement, le club reprend ses matches amicaux en août 2021, avant de jouer son premier championnat complet pour la saison 2021-2022, où il finit vice-champion, ratant la montée en 13ème division. Il commence néanmoins la saison 2022-2023 en Surrey County Intermediate League (D12) par le jeu des réorganisation administratives des championnats amateurs.